# Black Mountain Range
Die Black Mountain Range ist ein Gebirgszug in der Region Canterbury auf der Südinsel von Neuseeland.

## Geographie
Die Black Mountain Range befindet sich zwischen der östlich verlaufenden Two Thumb Range und dem westlich liegenden Tal des Rangitata River. Im Norden grenzen die Bergketten der Alma Spur und der Rocky Ridge an und im Süden die Brabazon Range.
Der rund 12 km lange und in einem Bogen von West nach Südost verlaufende Gebirgszug, findet im Westen mit dem 2540 m hohen High Peak seinen Höhepunkt, wohingegen der Namensgeber des Gebirgszugs, der Black Mountain lediglich eine Höhe von 1809 m aufweist. Zahlreiche Creeks und Streams des Gebirges führen ihre Wässer dem östlich vorbeifließenden Rangitata River zu.
Administrativ gehört die Black Mountain Range zum Timaru District.

## Conservation Park
Die Black Mountain Range zählt mit den umliegenden Gebirgsketten zum Te Kahui Kaupeka Conservation Park, der vom Department of Conservation verwaltet wird.